# (Heparan sulfat)-glukozamin 3-sulfotransferaza 2
(heparan sulfat)-glukozamin 3-sulfotransferaza 2 (EC 2.8.2.29, glukozaminilna 3-O-sulfotransferaza, heparan sulfat D-glukozaminilna 3-O-sulfotransferaza, izoforma/izozim 2 (3-OST-2, HS3ST2)) je enzim sa sistematskim imenom 3'-fosfoadenilil-sulfat:(heparan sulfat)-glukozamin 3-sulfotransferaza. Ovaj enzim katalizuje sledeću hemijsku reakciju
3'-fosfoadenilil sulfat + [heparan sulfat]-glukozamin {\displaystyle \rightleftharpoons } adenozin 3',5'-bisfosfat + [heparan sulfat]-glukozamin 3-sulfat
Ovaj enzim sulfatiše ostatke označene asteriskom u sekvencama koje sadrže -> ->.

## Literatura
- Nicholas C. Price; Lewis Stevens (1999). Fundamentals of Enzymology: The Cell and Molecular Biology of Catalytic Proteins (Third изд.). USA: Oxford University Press. ISBN 019850229X.
- Eric J. Toone (2006). Advances in Enzymology and Related Areas of Molecular Biology, Protein Evolution (Volume 75 изд.). Wiley-Interscience. ISBN 0471205036.
- Branden C; Tooze J. Introduction to Protein Structure. New York, NY: Garland Publishing. ISBN 0-8153-2305-0.
- Irwin H. Segel. Enzyme Kinetics: Behavior and Analysis of Rapid Equilibrium and Steady-State Enzyme Systems (Book 44 изд.). Wiley Classics Library. ISBN 0471303097.

## Spoljašnje veze
- (heparan+sulfate)-glucosamine+3-sulfotransferase+2 на 